# Klatschschalter
Ein Klatschschalter ist ein Schalter, der auf Geräusche reagiert und mit dem man z. B. durch ein- oder zweimaliges Händeklatschen einen Verbraucher, wie die Beleuchtung ein- und ausschalten kann. Die Lautstärkeschwelle, ab der er reagiert, ist in der Regel einstellbar. Die Wahrnehmung der akustischen Signale erfolgt über ein Mikrofon. Es gibt auch Klatschschalter, die bei zweimaligem Klatschen eine Steckdose schalten und bei dreimaligem Klatschen eine andere.